# Ángel Acebes
Ángel Jesús Acebes Paniagua (Pajares de Adaja, 3 de julio de 1958) es un político español del Partido Popular. Alcalde de Ávila entre 1991 y 1995, llegó a ocupar los cargos de ministro de Interior, de Justicia y de Administraciones Públicas durante los gobiernos de José María Aznar. Fue secretario general del PP entre 2004 y 2008, bajo la presidencia del partido por parte de Mariano Rajoy. Fue diputado en el Congreso de los Diputados por Ávila hasta las elecciones generales de 2011, momento en el que se apartó definitivamente de la política. Actualmente se dedica al ejercicio de la abogacía en el sector privado y es patrono de FAES.

## Biografía
Nació en Pajares de Adaja, pueblo de la provincia de Ávila, el 3 de julio de 1958 y es licenciado en Derecho por la Universidad de Salamanca. 

### Inicios
Militó en las juventudes de la Unión de Centro Democrático. Primero en el PRD y después en  Alianza Popular, por el que es elegido como concejal (1987) y luego como alcalde de Ávila (1991-1995), siendo entonces el alcalde más joven de una capital española. Su aterrizaje en la cúpula popular fue como portavoz del grupo en la Cámara alta, en sustitución de Alberto Ruiz-Gallardón, a quien también relevó en la ponencia encargada de estudiar la reforma de la Constitución, destinada a potenciar la territorialidad del Senado.
Tras el triunfo popular en las elecciones de 1996, José María Aznar le deja al frente del partido como coordinador general, cargo que ocupa hasta que en el congreso de 1999 se nombra a Javier Arenas secretario general y nuevo responsable del PP.
Fue diputado (cabeza de lista del PP más votado de España, casi el 65% de los votos en Ávila en el año 2000) y senador en tres ocasiones, ministro de Administraciones Públicas (desde enero de 1999 hasta marzo de 2000), ministro de Justicia (desde marzo de 2000 hasta julio de 2002) y ministro del Interior (desde el 9 de julio de 2002 hasta el año 2004).

### Ministro de Interior
Durante su mandato como ministro de Interior retomó la reforma del Código Penal y consiguió la aprobación de la Ley del Menor y la Ley de Enjuiciamiento Civil. Durante su mandato al frente de Interior se produjeron avances en la lucha contra ETA, aunque su etapa final como ministro de Interior estuvo marcada por su gestión en los días que siguieron a los atentados islamistas del 11 de marzo de 2004 en Madrid. Dicha gestión fue muy controvertida, ya que mientras los medios internacionales y la mayoría de medios nacionales achacaban el atentado al terrorismo de origen islamista, él y su gobierno primaron la autoría de la banda terrorista ETA incluso cuando la investigación fue sumando pruebas en su contra. Según afirmaron tras los atentados y durante los días siguientes, consideraron que la opción de ETA era la más plausible debido a las matanzas llevadas a cabo por esta en los treinta años anteriores en su país, y a las entonces recientes detenciones realizadas a miembros de la banda por intentar colocar bombas en trenes en diciembre de 2003. Y todo ello en vísperas de las elecciones legislativas del 14 de marzo de 2004 en las que el PP se jugaba la continuidad en el Gobierno, lo que podría haber influido, según numerosos analistas nacionales e internacionales que cuestionan la actitud moral de los responsables del PP en esos días, en la atribución de la autoría de ETA, aún a sabiendas de la acumulación de indicios acerca de la responsabilidad de los islamistas. En la sentencia del día 31 de octubre de 2007, emitida por los magistrados del caso sobre los atentados del 11M, se resuelve que ninguna prueba apunta a la organización terrorista ETA.

### Desde 2004
Tras la derrota electoral de su partido en las elecciones generales de 2004, fue nombrado secretario general del Partido Popular, cargo que abandonó tras el Congreso Nacional del partido, que se celebró del 20 al 22 de junio de 2008 en Valencia.

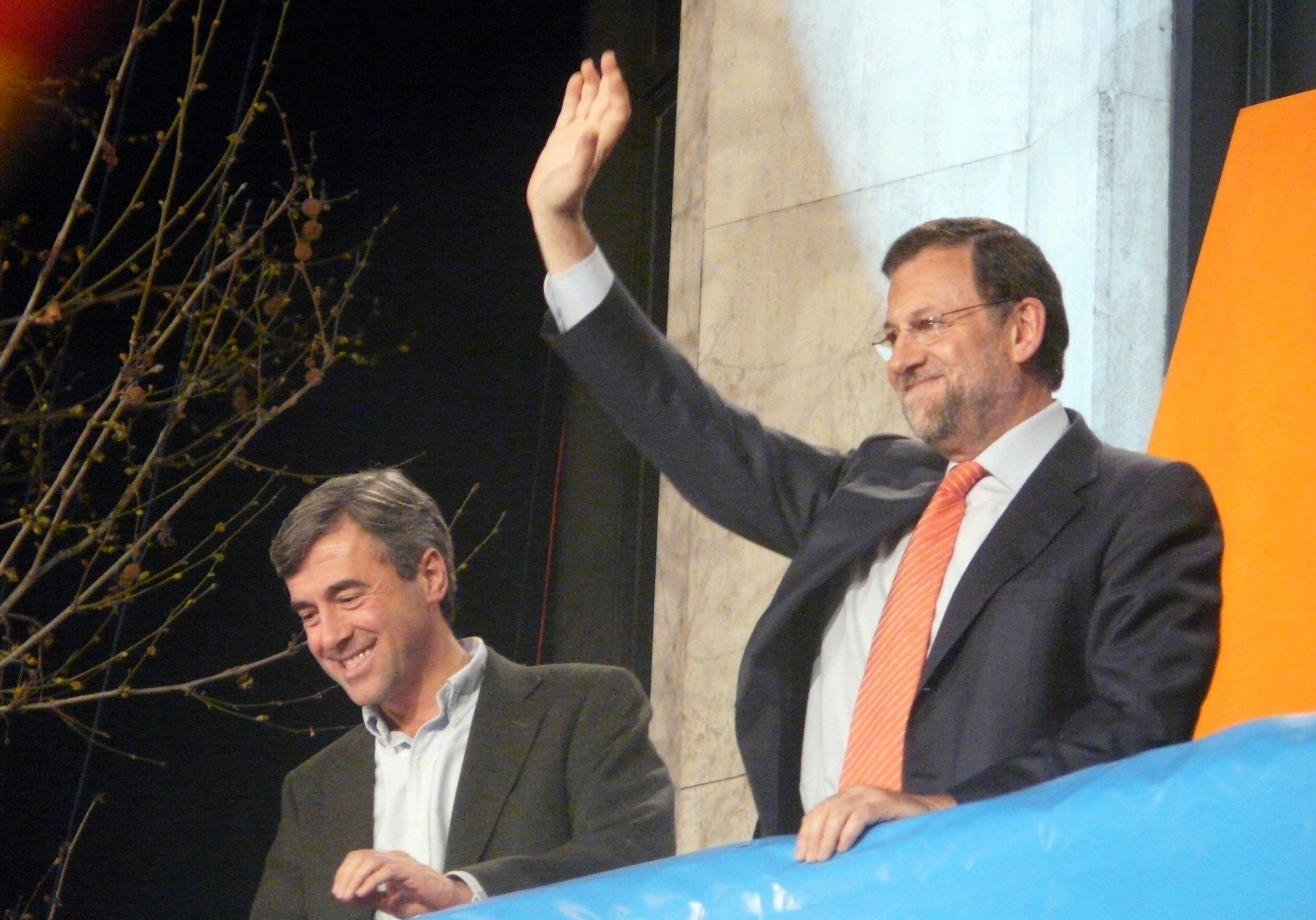
Mariano Rajoy y Ángel Acebes la noche de las elecciones generales del 9 de marzo de 2008, tras conocer la victoria del PSOE.

El 14 de junio de 2011 renunciaba a su escaño en el Congreso de los Diputados.
El 27 de julio de 2011 es nombrado vocal del Consejo de Administración y Presidente de la Comisión de Auditoría y Cumplimiento del Banco Financiero y de Ahorro (Cabecera y "Banco Malo" de Bankia), justo después de su salida a Bolsa, donde era Presidente Ejecutivo Rodrigo Rato. Dimitió el 24 de abril de 2012, dos semanas antes de la reformulación de las cuentas de Bankia.
En abril de 2012, la empresa del sector eléctrico Iberdrola ficha a Acebes como consejero externo del Consejo de administración y miembro de la comisión de nombramientos y retribuciones de la compañía y de la comisión de auditoría y supervisión del riesgo.
El 4 de julio de 2012, el Juzgado Central de Instrucción Número 4 de la Audiencia Nacional le imputa como consejero de dicha entidad Bankia por presunta comisión de delito de apropiación indebida, falsificación de cuentas anuales, administración fraudulenta o desleal, y de un delito de maquinación para alterar el precio de las cosas, en lo que se conoce como Caso Bankia.
En 2014 Acebes se sumó a la Fundación España Constitucional en que también participan miembros con experiencia política como Rodolfo Martín Villa y Eduardo Zaplana.
En 2014, también es imputado por decisión judicial por presunto delito de apropiación indebida en el llamado Caso Bárcenas.
En febrero de 2019, Acebes abandona el Consejo de administración de Iberdrola a iniciativa de la propia empresa.
El 29 de septiembre de 2020, fue absuelto del delito de falsedad contable, por el que estaba imputado en el denominado Caso Bankia, al entender la sala de la Audiencia Nacional que "resultaría absolutamente insostenible asignar algún tipo de reproche penal a la actuación desarrollada"  y que "no existe ni la más mínima constancia” de que Acebes “en el cumplimiento de los cometidos inherentes a su cargo de presidente del CAC de BFA hiciera dejación de sus funciones, impidiendo los que haceres del auditor Externo, ni consciente y voluntariamente, ni inconscientemente, más bien todo lo contrario". Un mes más tarde, Acebes volvía al Consejo de Administración de la eléctrica Iberdrola como consejero independiente.
Además, la sala de la Audiencia Nacional también reprocha a las acusaciones esa imputación “inesperada y sorpresiva” que dejaba a los acusados, entre ellos Acebes, “sin posibilidad alguna” de “al menos poder intentar la prueba –desde luego, diabólica- de la inexistencia del extraño” acuerdo fraudulento del que fueron acusados por la Fiscalía